# Xã Union, Quận Centre, Pennsylvania
Xã Union (tiếng Anh: Union Township) là một xã thuộc quận Centre, tiểu bang Pennsylvania, Hoa Kỳ. Năm 2010, dân số của xã này là 1.383 người.